# Administradora Coahuilense de Infraestructura y Transporte Aéreo
La Administradora Coahuilense de Infraestructura y Transporte Aéreo (ACITA), es un grupo aeroportuario constituido en marzo de 2012 para operar los aeropuertos del estado de Coahuila, excepto el Aeropuerto Internacional de Torreón.

## Aeropuertos operados por ACITA
| Aeropuertos operados por ACITA SLW PDS LOV ACN CUC RCF MUZ |                            |          |      |      |
| Aeropuerto                                                 | Ciudad                     | Estado   | ICAO | IATA |
| Aeropuerto Internacional de Ciudad Acuña                   | Ciudad Acuña               | Coahuila | MMCC | ACN  |
| Aeropuerto Internacional Venustiano Carranza               | Monclova                   | Coahuila | MMMV | LOV  |
| Aeropuerto Internacional Piedras Negras                    | Piedras Negras             | Coahuila | MMPG | PDS  |
| Aeropuerto Internacional de Saltillo                       | Saltillo                   | Coahuila | MMIO | SLW  |
| Aeródromo Constitucionalista                               | Cuatrociénegas de Carranza | Coahuila | MM64 | N/A  |
| Aeródromo de Múzquiz                                       | Múzquiz                    | Coahuila | MM42 | N/A  |
| Aeropista de la Región Carbonífera                         | Nueva Rosita               | Coahuila | N/A  | N/A  |

Es una empresa constituida bajo Sociedad Anónima con participación del 51% por parte del Gobierno del Estado de Coahuila, y 49% ACITA (Administradora Coahuilense de Infraestructura y Transporte Aéreo).

## Estadísticas

### Tráfico anual
Número de pasajeros por aeropuerto al año 2024:
| Número | Aeropuerto                                   | Ciudad         | Estado   | Pasajeros |
| ------ | -------------------------------------------- | -------------- | -------- | --------- |
| 1      | Aeropuerto Internacional Piedras Negras      | Piedras Negras | Coahuila | 13,157    |
| 2      | Aeropuerto Internacional de Saltillo         | Saltillo       | Coahuila | 40        |
| 3      | Aeropuerto Internacional Venustiano Carranza | Monclova       | Coahuila | N/D       |
| 4      | Aeropuerto Internacional de Ciudad Acuña     | Ciudad Acuña   | Coahuila | N/D       |
| Total  |                                              |                |          | 13,197    |